# ایتالیایی (فیلم ۱۹۱۵)
ایتالیایی (انگلیسی: The Italian) فیلمی صامت است که در سال ۱۹۱۵ منتشر شد. از بازیگران آن می‌توان به کلارا ویلیامز و لیو ویلیس اشاره کرد.